# Дейович, Алекса
Алекса Дейович (серб. Алекса Дејовић; 13 сентября 1920, Севойно — 9 апреля 1943, Кута) — югославский партизан, участник Народно-освободительной войны. Народный герой Югославии.

## Биография
Родился 13 сентября 1920 года в селе Севойно недалеко от Ужице. Окончив там школу, переехал в Ужице и устроился слесарем на оружейный завод, где вступил в революционное рабочее движение и стал членом Союза коммунистической молодёжи Югославии. В 1940 году был принят в Компартию.

## Партизанское движение
После вторжения немецких войск в Югославию и её оккупации ушёл в партизаны, стал скупать оружие и раздавать его партизанам. Организовал 1-ю ужицкую партизанскую роту имени Радойе Марича, получив должность первого секретаря партийной организации. 18 августа 1941 года принял боевое крещение в битве на Дрежничке-Градине, прорываясь через кольцо окружения немцев и сербских жандармов. 24 сентября после взятия Ужице партизанами ушёл в Валево со своей ротой, в начале декабря с несколькими отрядами участвовал в боях в Санджаке и дальнейшем отступлении. Организовал Ужицкий партизанский отряд из двух батальонов и занял должность заместителя политрука в 1-м батальоне. В конце декабря был тяжело ранен и два месяца пролежал в больнице.
1 марта 1942 года в Чайниче была сформирована 2-я пролетарская ударная бригада, и Алекса в ней получил должность заместителя политрука 4-го ужицкого батальона. Во второй половине июня 1942 года он был назначен политруком того же батальона, а 27 августа — политруком уже всей бригады. Его близким другом был Миодраг «Луне» Милованович, который был заместителем командира бригады: он даже посвятил несколько страниц дневника Алексе. За всё время службы в бригаде они находились далеко друг от друга только в конце 1942 — начале 1943 годов, когда Луне был в Бихаче. В феврале 1943 года они снова встретились в Ливно и отправились в битву на Неретве.

## Гибель
1 апреля 1943 года бригада совершала переправу через Дрину и направлялась в Джеджево. Алекса помогал солдатам строить понтонный мост. Неожиданно рядом взорвалась граната, и Алекса получил опасное ранение в ногу (Луне также был ранен, но не так опасно). Врачи немедленно ампутировали ему ногу, однако сделали это слишком поздно: из-за потери времени и недостатка лекарств началось заражение крови. После долгой агонии 9 апреля Алекса Дейович скончался. Похоронен он был в селе Кутима.

## Награды
Уже 30 апреля 1943 года, спустя три недели после гибели Алекса был посмертно удостоен звания Народного героя Югославии, став одним из первых таких Народных героев.

## Память
- В память о нём названы несколько средних школ в Белграде и Севойно.